# Piotr Trybalski

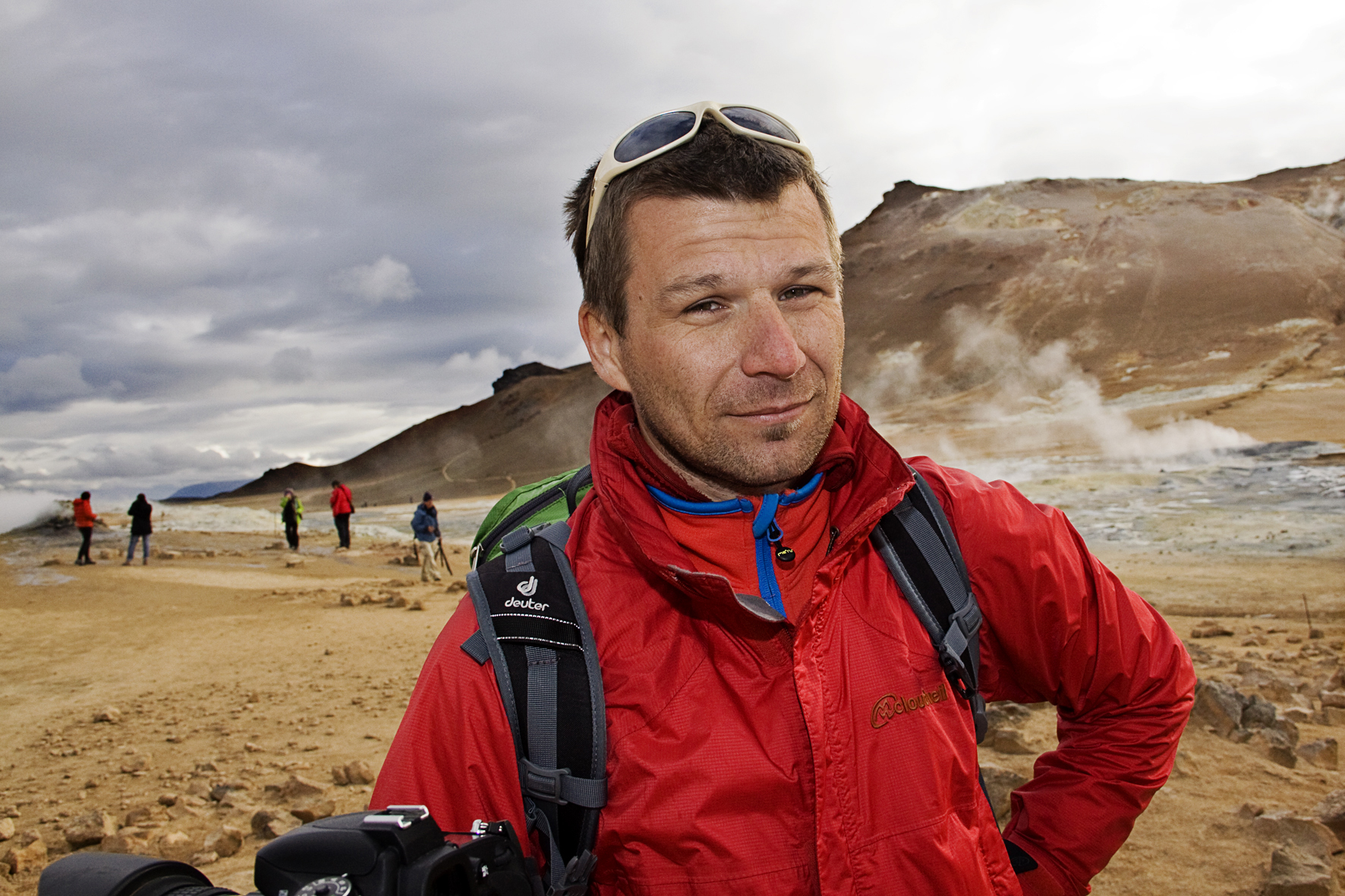
Piotr Trybalski (Islandia, 2013)

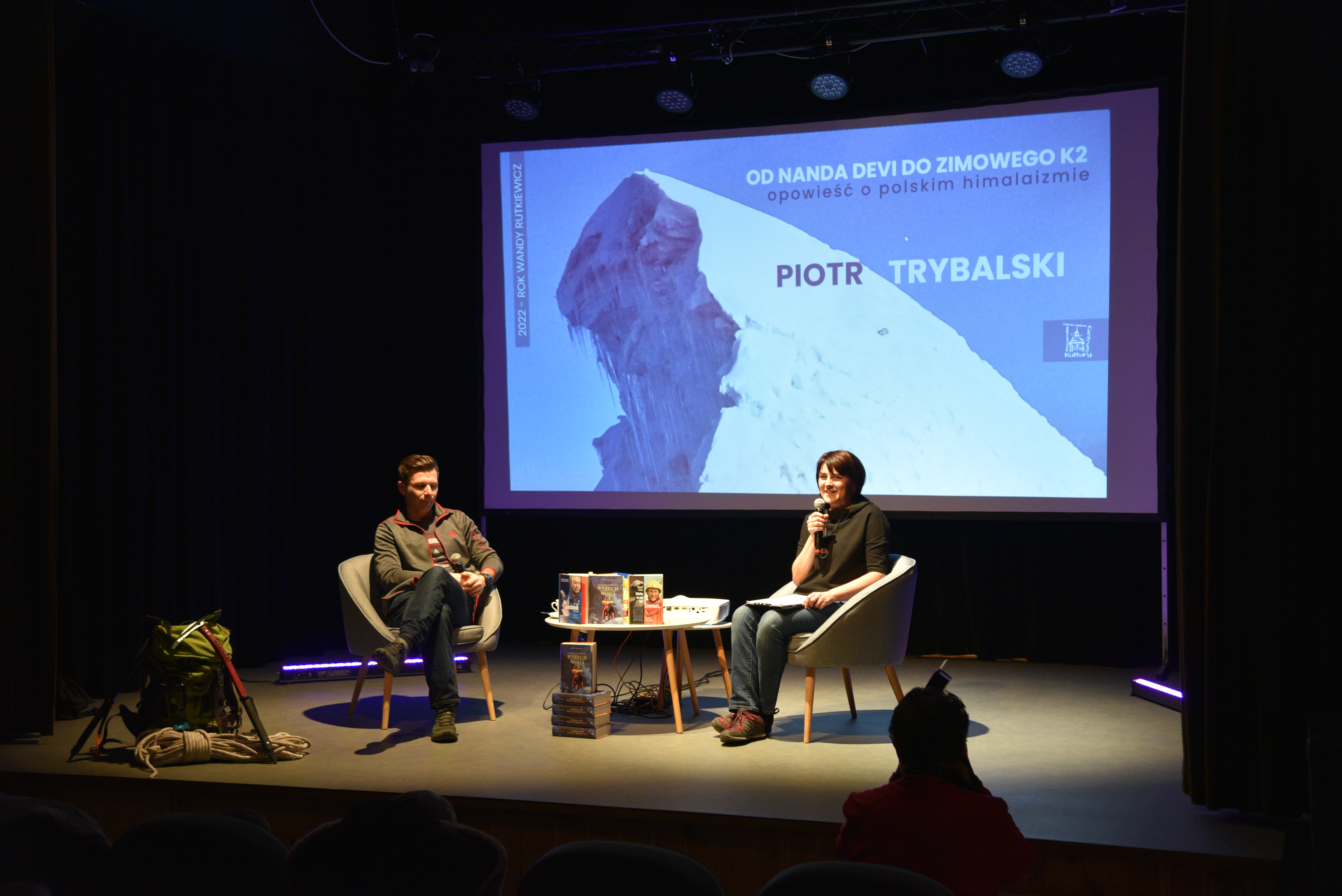
Piotr Trybalski, wieczór autorski w Pińczowie, 18.02.2022 r.

Piotr Trybalski (ur. 1975 w Przeworsku) – polski dziennikarz, pisarz, podróżnik i fotoreporter. Organizator imprez podróżniczych i wypraw o charakterze ekspedycyjnym.

## Życiorys
Pochodzi z Przeworska (województwo podkarpackie). W latach 1990–1994 uczęszczał do Liceum Ogólnokształcącego im. Władysława Jagiełły w Przeworsku. Studiował geografię w Instytucie Geografii na Uniwersytecie Jagiellońskim. Zdobył tytuł Travel Photographer of The Year 2014. Jest współautorem biografii himalaisty Piotra Pustelnika. Jego książka "Wszechmogący. Andrzej Zawada. Człowiek, który wymyślił Himalaje" otrzymała tytuł "Książki Górskiej Roku 2021" i "Sportowej Książki Roku 2021". Obecnie mieszka w Krakowie.

## Praca zawodowa
Od 1999 do listopada 2008 roku związany z portalem internetowym Onet.pl, był wydawcą serwisów internetowych i szefem działu "Podróże". Współzałożyciel (2005) i członek Rady Fundacji Imago Mundi. W latach 2008–2009 był dyrektorem działu on-line w Wydawnictwie Edipresse Polska. Od 2009 prowadzi agencję doradczą Travelbrain.
Był pomysłodawcą i organizatorem (wraz z Markiem Tomalikiem) Festiwalu Podróżników Trzy Żywioły w Krakowie, Bolkowie i Srebrnej Górze, a także Festiwalu Filmów Świata Trzy Żywioły we Wrocławiu. W latach 2013–2016 współorganizował i prowadził Pannonica Folk Festival w Barcicach. W latach 2018–2019 był dyrektorem Festiwalu Literatury Górskiej w Lądku-Zdroju.
Współorganizował wyprawy o charakterze ekspedycyjnym, m.in.: "R1 Himalaja Expedition 2000" do Nepalu, "Totale Sun Eclipse 2001" na Madagaskar, "Tepui 2003" do Wenezueli, "Strzelecki Traces Expedition 2004" do Australii, oraz liczne wyprawy fotograficzne do Mali, Senegalu, USA, Izraela, Jordanii, Gwatemali, Hondurasu, Wietnamu, na Kubę, Islandię, Sri Lankę, do Patagonii chilijsko-argentyńskiej. W 1998 roku dotarł słynnym  hippie trail do Indii i Nepalu.
Prowadzi pokazy multimedialne z podróży na festiwalach, w klubach, szkołach oraz imprezach firmowych.

## Obecność w mediach
W latach 1996–1998  pracował w "Magazynie Eurostudent" jako dziennikarz, później jako redaktor naczelny. W latach 1996–1997 prowadził na antenie Telewizji Kraków magazyn "Universitas". W latach 1997–1999 współpracował z krakowskim Radiem Rak.
Pisał i fotografował dla m.in.: "Outside Magazine", "Podróży", "National Geographic Polska", "National Geographic Traveler", "Polityki", "Wprost", Przekroju, "Gazety Wyborczej", "Kaleidoscope", "Magazynu Górskiego", "Viva!", "Poznaj Świata".

## Działalność fotograficzna
Od 2008 r. prowadzi blog internetowy dla podróżujących fotografów "Fotograf w podróży". Od 2010 roku prowadzi szkolenia z fotograficzne w Polsce i za granicą oraz uczy obróbki fotografii w programach graficznych. W 2012 r. wydał poradnik "Fotograf w podróży". Jest zwycięzcą i finalistą konkursów fotograficznych: Grand Press Photo, Wielki Konkurs National Geographic, Leica Street Photo, Travel Photographer of The Year w kategorii Spirit of Adventure, Urban Photo Awards.

## Wystawy fotografii
- Małopolska. Fotografie. To niczego nie wyjaśnia. 2006 – wystawa zbiorowa (m.in. Kraków, Warszawa, Bruksela)[21]
- Wielki Konkurs Fotograficzny National Geographic 2013 – wystawa pokonkursowa (m.in. Warszawa, Kraków, Wrocław)
- Travel Photographer of The Year 2014 – wystawa pokonkursowa (Londyn, Królewskie Towarzystwo Geograficzne)[22]
- Grand Press Photo 2015 – wystawa pokonkursowa (m.in. Warszawa, Łódź, Kraków, Poznań)[23]
- Turcja. Wokół Szlaku Licyjskiego 2016 i 2017 – wystawa indywidualna (Warszawa, Kraków, Poznań, Szczecin, Wrocław)[24]
- Travel Photographer of The Year – Retrospective 2016 (wystawa zbiorowa, Malta)[25]
- Travel Photographer of The Year – Retrospective 2016 (w ramach Photo Beijing 2016, wystawa zbiorowa, Pekin, Chiny)[26]
- Travel Photographer of The Year – Retrospective 2016 (HIP Photography Festival, wystawa zbiorowa, Hull, Anglia)[27]
- Leica Street Photo 2016 – wystawa pokonkursowa[28]
- Grand Press Photo 2017 – wystawa pokonkursowa (m.in. Warszawa, Łódź, Kraków, Poznań)[29]
- Trieste Photo Days 2020 – wystawa pokonkursowa (Triest, Włochy)[30]

## Książki
- "Wszechmogący. Andrzej Zawada. Człowiek, który wymyślił Himalaje", 2021, autor (ISBN 978-83-080-7382-7)
- "Gdyby to nie był Everest...", 2020 – współautor (ISBN 978-83-08-06981-3)
- "Wszystko za K2. Ostatni atak lodowych wojowników", 2018 – autor (ISBN 978-83-08-06535-8)
- "Ja, pustelnik. Autobiografia", 2017 – współautor (ISBN 978-83-08-06319-4)
- "Pojechane podróże 2. 10 lat Trzech Żywiołów", 2013  – redaktor (ISBN 978-83-936949-0-7)
- "Fotograf w podróży", 2012 – autor (ISBN 978-83-246-2980-0)
- "Pojechane podróże. Szalone wyprawy Trzech Żywiołów", 2012 – współautor (ISBN 978-83-7642-020-2)
- "Podróże z adrenaliną" 2008 – wraz z Mieczysławem Pawłowiczem (ISBN 978-83-245-1513-4)
- "Małopolska. Fotografie. To niczego nie wyjaśnia", 2007 – współautor zdjęć (ISBN 978-83-923892-3-1)
- "Odkrywanie Świata. Polacy na sześciu kontynentach", 2001 – współautor zdjęć (ISBN 83-7304-013-7)